# Velodromo di Dalmine
Il velodromo di Dalmine è un impianto sportivo del comune di Dalmine dedicato in origine al ciclismo su pista e oggi utilizzato principalmente per il calcio.

## Storia

### Le origini
Il velodromo di Dalmine fu costruito nel 1926 in seguito alla diffusione del ciclismo su pista in Italia; il progetto venne realizzato dall'architetto Felice Pinardi.   
La pista è di 374,3 metri, con una larghezza di 7,50 m, mentre la pendenza massima in curva è di 42 gradi. L'ingresso principale dalla Strada Provinciale per Milano è costituito da due piccoli volumi in muratura. Divenne fin dal principio teatro di importanti corse nonché frequentato da moltissimi spettatori appassionati. Scelto come sede di arrivo anche di corse su strada come il Giro della Provincia di Milano.

### Distruzione durante la seconda guerra mondiale e dopoguerra
La pista fu distrutta durante i bombardamenti della seconda guerra mondiale (1941) ma prontamente ricostruito nel 1945, anno in cui ospitò anche brevi corse motociclistiche. Nel 1946 il bergamasco Elia Frosio divenne campione del mondo nella specialità del mezzofondo a Zurigo: per questa occasione si organizza a Dalmine una riunione in suo onore, facendo ripartire il velodromo.
A partire dal 1948 vi si organizzò una corsa di velocità che vide vincitore Guido Messina nella sua prima edizione, e, successivamente, tre trionfi di Giuseppe Ogna, oltre ai successi nell'americana di Fiorenzo Magni e di Rik Van Steenbergen.
Dal 1950, per iniziativa di Giacomo Baracchi, ospita l'omonimo trofeo fino all'edizione del 1982. Ospitò anche numerose edizioni dei campionati italiani di ciclismo su pista, l'ultima delle quali nel 2021.

### Terzo millennio
Dal 2015 al 2020 ospitò una competizione di omnium, che vide la vittoria, tra gli altri, di Francesco Lamon ed Elia Viviani; dopo il 2023, le attività sportive sul velodromo sono momentaneamente cessate.